# Bellechaume
Bellechaume is een gemeente in het Franse departement Yonne (regio Bourgogne-Franche-Comté) en telt 441 inwoners (1999). De plaats maakt deel uit van het arrondissement Auxerre.

## Geografie
De oppervlakte van Bellechaume bedraagt 23,8 km², de bevolkingsdichtheid is 18,5 inwoners per km².
De onderstaande kaart toont de ligging van Bellechaume met de belangrijkste infrastructuur en aangrenzende gemeenten.

## Demografie
Onderstaande figuur toont het verloop van het inwonertal (bron: INSEE-tellingen).

## Geboren
- Gaston Ramon (1886-1963), dierenarts en bioloog